# UCI World Tour féminin 2025
Cet article concerne la compétition féminine. Pour la compétition masculine, voir UCI World Tour 2025.
Navigation
Édition précédente Édition suivante
L'UCI World Tour féminin 2025 est la 10e édition de l'UCI World Tour féminin, le niveau de course le plus élevé du cyclisme sur route féminin international.

## Équipes
Les 15 UCI Women's WorldTeams annoncées fin 2024 sont automatiquement qualifiées pour toutes les épreuves. Parmi les sept équipes classées dans la nouvelle catégorie UCI Women's ProTeams, deux sont invitées à toutes les courses du World Tour sur la base du classement mondial 2024, à savoir EF Education-Oatly et VolkerWessels. Les organisateurs de chaque course peuvent attribuer des wildcards aux autres ProTeams ou aux équipes continentales féminines UCI, aux équipes de cyclo-cross UCI et, avec une autorisation spéciale de l'UCI, aux sélections nationales.
| UCI Women's WorldTeams (15)- AG Insurance-Soudal Team - Canyon//SRAM zondacrypto - Ceratizit Pro Cycling Team - FDJ-Suez - Fenix-Deceuninck - Human Powered Health - Lidl-Trek - Liv AlUla Jayco - Movistar Team - Team Picnic PostNL - Roland - Team SD Worx-Protime - Team Visma \| Lease a Bike - UAE Team ADQ - Uno-X Mobility |
| |

## Barème
Le barème des points du classement World Tour pour le classement général est le même pour toutes les épreuves. Pour les courses à étapes, des points supplémentaires sont également accordés au top 10 de chaque étape et à la porteuse du maillot de leader du classement général :
| Position                  | 1er | 2e  | 3e  | 4e  | 5e  | 6e  | 7e  | 8e  | 9e | 10e | 11e | 12e | 13e | 14e | 15e | 16e à 20e | 21e à 30e | 31e à 40e |
| Classement général        | 400 | 320 | 260 | 220 | 180 | 140 | 120 | 100 | 80 | 68  | 56  | 48  | 40  | 32  | 28  | 24        | 16        | 8         |
| Par étapes                | 50  | 40  | 30  | 25  | 20  | 18  | 15  | 10  | 8  | 6   |     |     |     |     |     |           |           |           |
| Port du maillot de leader | 8   |     |     |     |     |     |     |     |    |     |     |     |     |     |     |           |           |           |
| Meilleur jeune            | 6   | 4   | 2   |     |     |     |     |     |    |     |     |     |     |     |     |           |           |           |

## Courses
En juin 2024, l'UCI présente un calendrier initial composé de 30 courses, dont deux nouvelles : une course féminine Milan-San Remo et une course sprint à Copenhague. Cependant, après l'annonce, le Tour de Drenthe et le Tour de Scandinavie disparaissent, tandis que la RideLondon-Classique annonce une pause pour 2025. 
| UCI World Tour féminin 2025 | UCI World Tour féminin 2025 | UCI World Tour féminin 2025 | UCI World Tour féminin 2025              | UCI World Tour féminin 2025  | UCI World Tour féminin 2025 | UCI World Tour féminin 2025  | UCI World Tour féminin 2025 |
| Date                        | n°                          | Pays                        | Course                                   | Vainqueur                    | Deuxième                    | Troisième                    |                             |
| --------------------------- | --------------------------- | --------------------------- | ---------------------------------------- | ---------------------------- | --------------------------- | ---------------------------- | --------------------------- |
| 17 – 19 janv.               | 1                           | Australie                   | Women's Tour Down Under                  | Noemi Rüegg                  | Silke Smulders              | Mie Bjørndal Ottestad        |                             |
| 1 fév.                      | 2                           | Australie                   | Cadel Evans Great Ocean Road Race Women  | Ally Wollaston               | Karlijn Swinkels            | Noemi Rüegg                  |                             |
| 6 – 9 fév.                  | 3                           | Émirats arabes unis         | Tour des Émirats arabes unis             | Elisa Longo Borghini         | Silvia Persico              | Kimberley Le Court de Billot |                             |
| 1 mars                      | 4                           | Belgique                    | Circuit Het Nieuwsblad                   | Lotte Claes                  | Aurela Nerlo                | Demi Vollering               |                             |
| 8 mars                      | 5                           | Italie                      | Strade Bianche                           | Demi Vollering               | Anna van der Breggen        | Pauline Ferrand-Prévot       |                             |
| 16 mars                     | 6                           | Italie                      | Trofeo Alfredo Binda-Comune di Cittiglio | Elisa Balsamo                | Blanka Vas                  | Cat Ferguson                 |                             |
| 22 mars                     | 7                           | Italie                      | Milan-San Remo féminin                   | Lorena Wiebes                | Marianne Vos                | Noemi Rüegg                  |                             |
| 27 mars                     | 8                           | Belgique                    | Classic Bruges-La Panne                  | Lorena Wiebes                | Chiara Consonni             | Elisa Balsamo                |                             |
| 30 mars                     | 9                           | Belgique                    | Gand-Wevelgem                            | Lorena Wiebes                | Elisa Balsamo               | Charlotte Kool               |                             |
| 6 avr.                      | 10                          | Belgique                    | Tour des Flandres                        | Lotte Kopecky                | Pauline Ferrand-Prévot      | Liane Lippert                |                             |
| 12 avr.                     | 11                          | France                      | Paris-Roubaix                            | Pauline Ferrand-Prévot       | Letizia Borghesi            | Lorena Wiebes                |                             |
| 20 avr.                     | 12                          | Pays-Bas                    | Amstel Gold Race                         | Mischa Bredewold             | Ellen van Dijk              | Puck Pieterse                |                             |
| 23 avr.                     | 13                          | Belgique                    | Flèche wallonne                          | Puck Pieterse                | Demi Vollering              | Elisa Longo Borghini         |                             |
| 27 avr.                     | 14                          | Belgique                    | Liège-Bastogne-Liège                     | Kimberley Le Court de Billot | Puck Pieterse               | Demi Vollering               |                             |
| 4 – 10 mai                  | 15                          | Espagne                     | Tour d'Espagne                           | Demi Vollering               | Marlen Reusser              | Anna van der Breggen         |                             |
| 16 – 18 mai                 | 16                          | Espagne                     | Tour du Pays basque                      |                              |                             |                              |                             |
| 22 – 25 mai                 | 17                          | Espagne                     | Tour de Burgos                           |                              |                             |                              |                             |
| 5 – 8 juin                  | 18                          | Royaume-Uni                 | Tour de Grande-Bretagne                  |                              |                             |                              |                             |
| 12 – 15 juin                | 19                          | Suisse                      | Tour de Suisse                           |                              |                             |                              |                             |
| 21 juin                     | 20                          | Danemark                    | Copenhagen Sprint féminin                |                              |                             |                              |                             |
| 6 – 13 juill.               | 21                          | Italie                      | Tour d'Italie                            |                              |                             |                              |                             |
| 26 juill. – 3 août          | 22                          | France                      | Tour de France Femmes                    |                              |                             |                              |                             |
| 15 – 17 août                | 23                          | Suisse                      | Tour de Romandie                         |                              |                             |                              |                             |
| 19 – 24 août                | 28                          | Norvège                     | Tour de Scandinavie                      | annulé/abandonné             |                             |                              |                             |
| 30 août                     | 24                          | France                      | Grand Prix de Plouay                     |                              |                             |                              |                             |
| 7 – 12 oct.                 | 25                          | Pays-Bas                    | Simac Ladies Tour                        |                              |                             |                              |                             |
| 14 – 16 oct.                | 26                          | Chine                       | Tour de l'île de Chongming               |                              |                             |                              |                             |
| 19 oct.                     | 27                          | Chine                       | Tour du Guangxi                          |                              |                             |                              |                             |